# Кристофори, Нино
Адольфо Лорис Кристофори детто Нино (итал. Adolfo Loris Cristofori detto Nino; 31 июля 1930, Феррара, Королевство Италия — 17 марта 2015, Феррара, Италия) — итальянский государственный деятель, министр труда и социальной защиты (1992—1993).

## Биография
В 1968—1993 гг. — член Палаты депутатов от Христианско-демократической партии. Избирался председателем Специального комитета по пенсионной реформе (1984—1986), председателем Комитета по бюджету и программированию (1988—1989) Палаты депутатов.
Входил в Национальный совет ХДП, затем — Итальянской народной партии (1966—1999). Позже участвовал в создании партии «Европейская демократия» (Democrazia Europea), которая вошла в состав Союза Центра. В декабре 2002 г. на Первом Национальном Конгрессе Союза Центра он был избран Национальный Совет. В январе 2003 г. был избран в Национальный совет в качестве члена Исполнительного совета.
Занимал ответственные должности в итальянском правительстве:
- 1972—1973 гг. — государственный секретарь в министерстве здравоохранения,
- 1974—1976 гг. — заместитель министра промышленности, торговли и ремесел,
- февраль-июль 1976 г. — государственный секретарь в министерстве промышленности, торговли и ремесел,
- 1976—1978 гг. — государственный секретарь в министерстве труда и социальной защиты,
- 1978—1979 гг. — заместитель министра труда и социальной защиты,
- 1989—1992 гг. — государственный секретарь президиума Совета Министров Италии,
- 1992—1993 гг. — министр труда и социальной защиты Италии.